# Gare des chemins de fer vicinaux de Vesoul
Ne doit pas être confondue avec la gare SNCF de Vesoul.
La gare des chemins de fer vicinaux de Vesoul est une ancienne gare ferroviaire française, construite à Vesoul (préfecture du département de la Haute-Saône), pour les chemins de fer vicinaux de la Haute-Saône. C'est l'une des plus grandes gares de France à avoir été édifiée pour un réseau de chemin de fer secondaire.
Elle est mise en service en 1910, par la Compagnie générale des Chemins de fer vicinaux (CFV).
Situé à proximité de la gare SNCF, son bâtiment voyageurs est devenu l'hôtel des Postes de Vesoul.

## Situation ferroviaire
La gare était l'origine (soit leur point kilométrique 0,000) des lignes suivantes :
- Vesoul – Molay, via Combeaufontaine ;
- Vesoul – Besançon, en passant par Grandvelle (bifurcation vers la ligne de Gray) et Fretigney ;
- Vesoul – Luxeuil, puis Vauvillers ;
- Vesoul – Saint-Georges (bifurcation vers la ligne de Lure à Héricourt).

## Histoire
La commune de Vesoul, ainsi qu'une importante partie du département de la Haute-Saône, étaient équipés d'un réseau de chemin de fer secondaire (plus de 470 kilomètres de lignes), exploité par la Compagnie générale des Chemins de fer vicinaux. À écartement métrique et à traction vapeur, il exista de 1888 à 1938.
Inauguré en 1910, la gare (généralement nommée « gare du Tacot ») a fonctionné, dans le cadre du service ferroviaire précité, de 1910 à 1938. Elle est alors le siège de la compagnie.

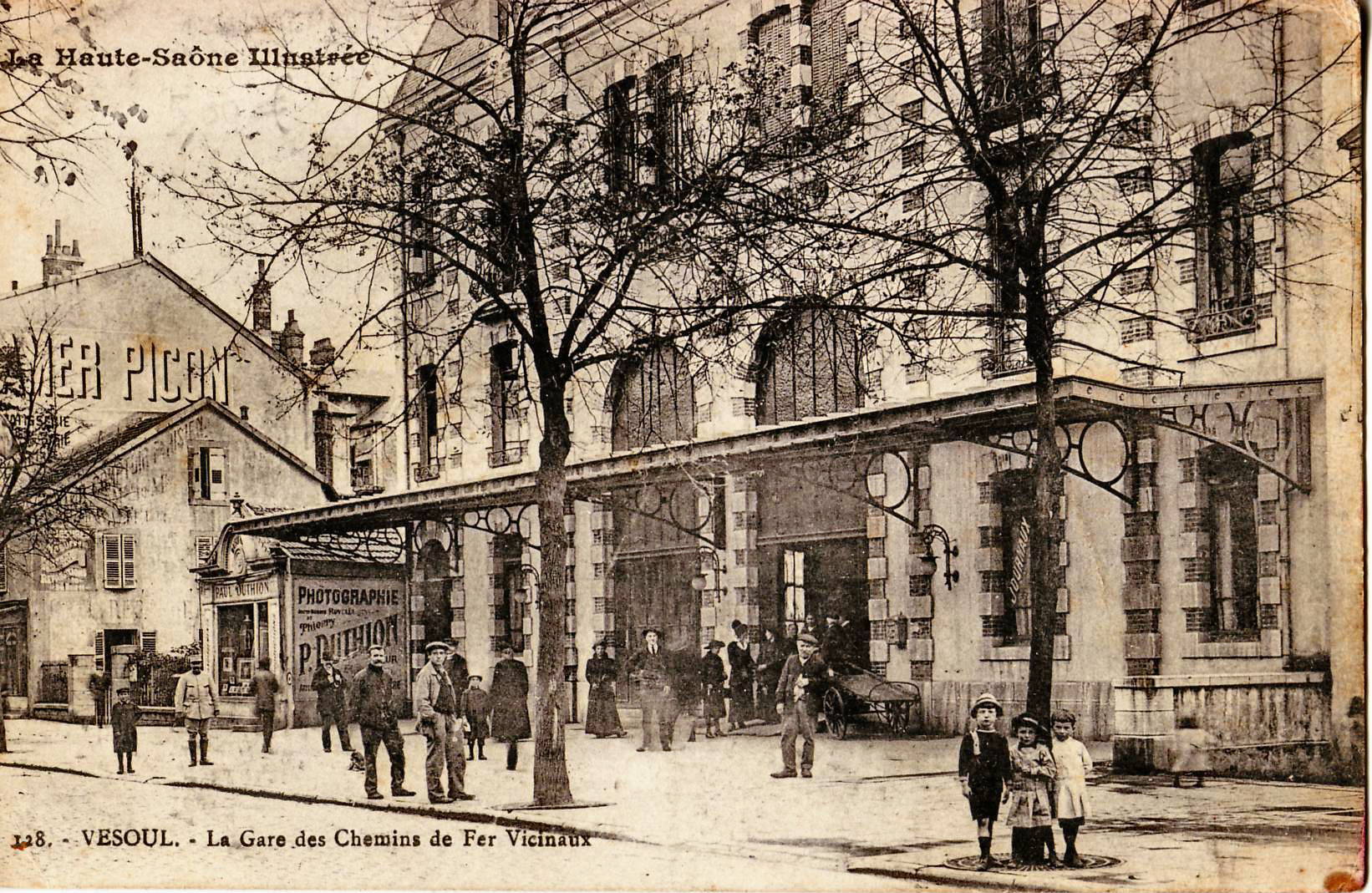
La façade, en 1918.
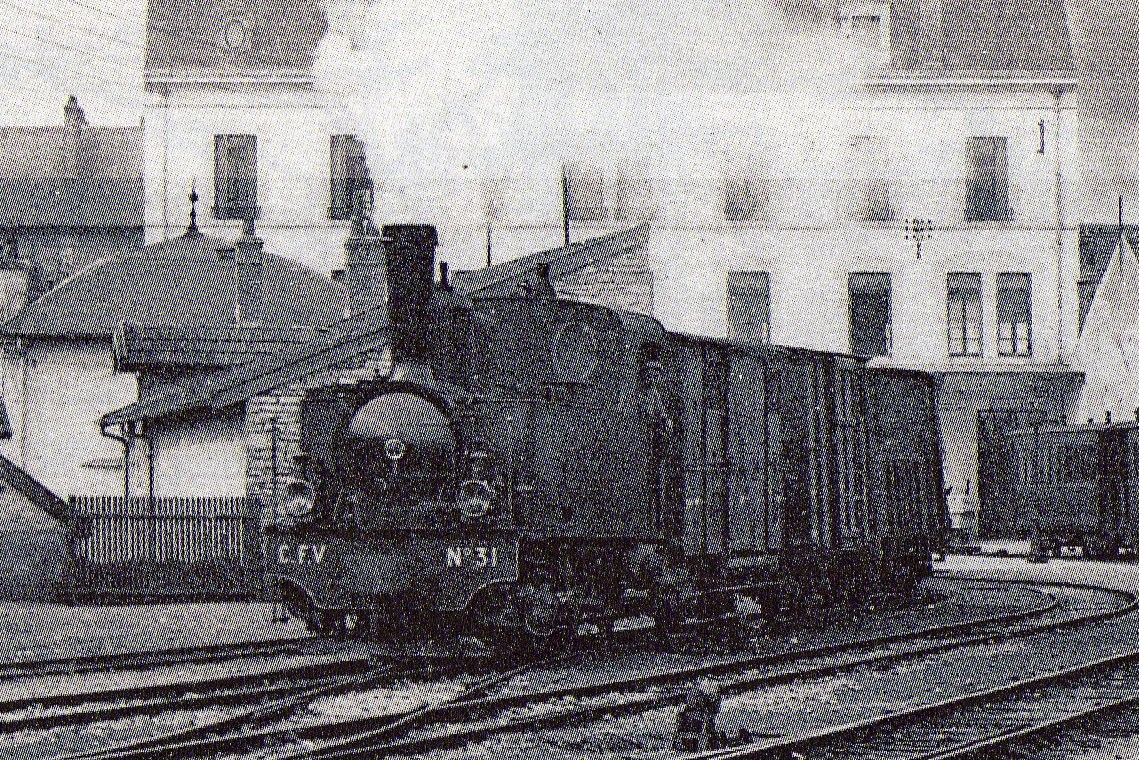
Un train quitte la gare de Vesoul, tracté par la Corpet Louvet 030T no 31.

## Patrimoine ferroviaire
Le bâtiment voyageurs de la gare, désaffecté du service ferroviaire, a été restauré[Quand ?]. Il accueille désormais le principal bureau de poste de la ville, appelé Vesoul Île Verte.

Les armoiries de Vesoul, sur la façade.
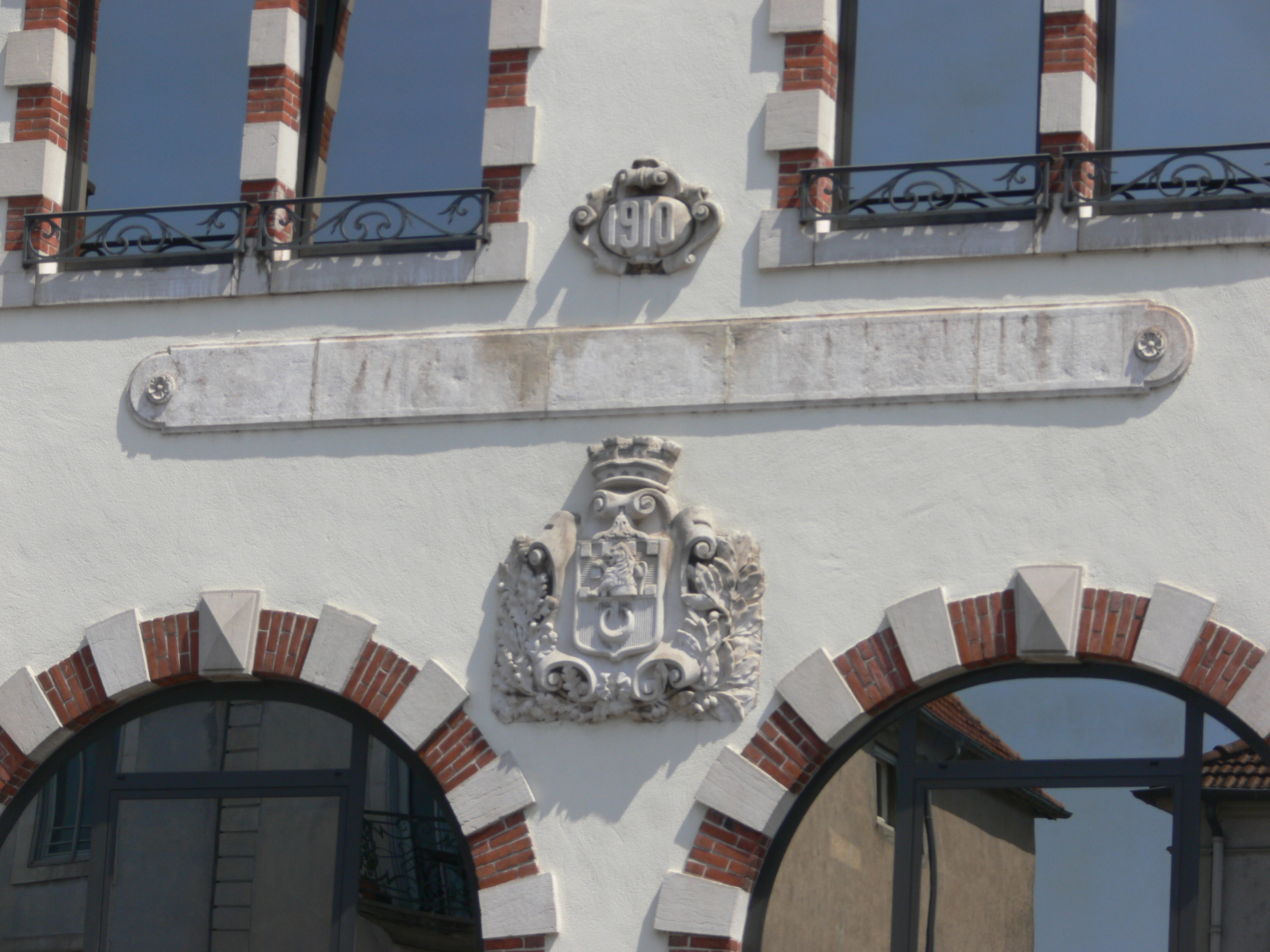
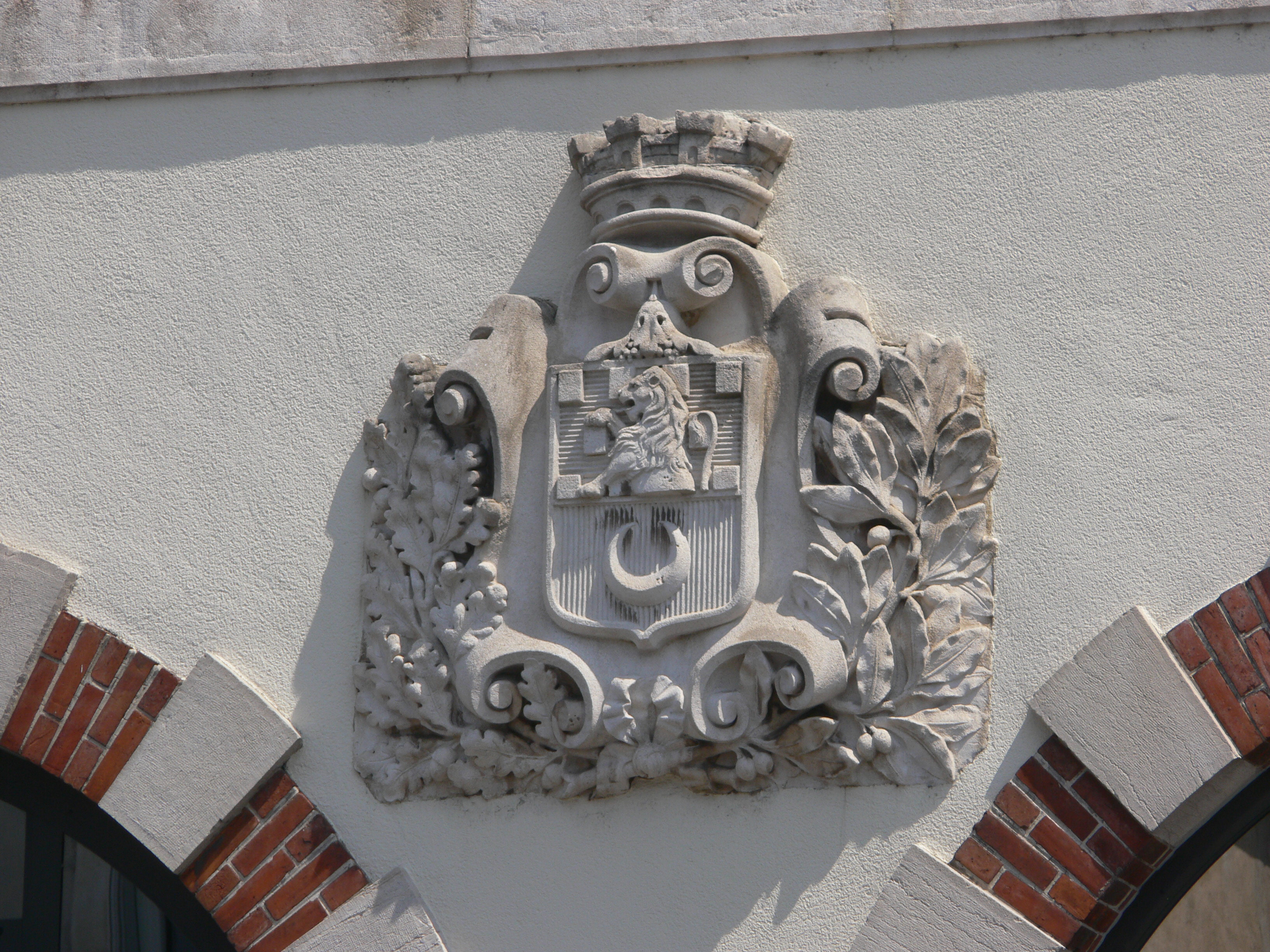

Par ailleurs, il subsiste, à Vesoul, un ancien viaduc en pierre (qui était situé sur le tronc commun de deux lignes quittant la même gare), franchissant la grande ligne Paris – Mulhouse et la dérivation canalisée de la rivière Colombine. Il peut être aperçu depuis le passage à niveau de la rue Grosjean, ainsi que depuis le boulevard des Alliés ou encore la rue Henri-Poincaré.

L'ancien viaduc de la Colombine.
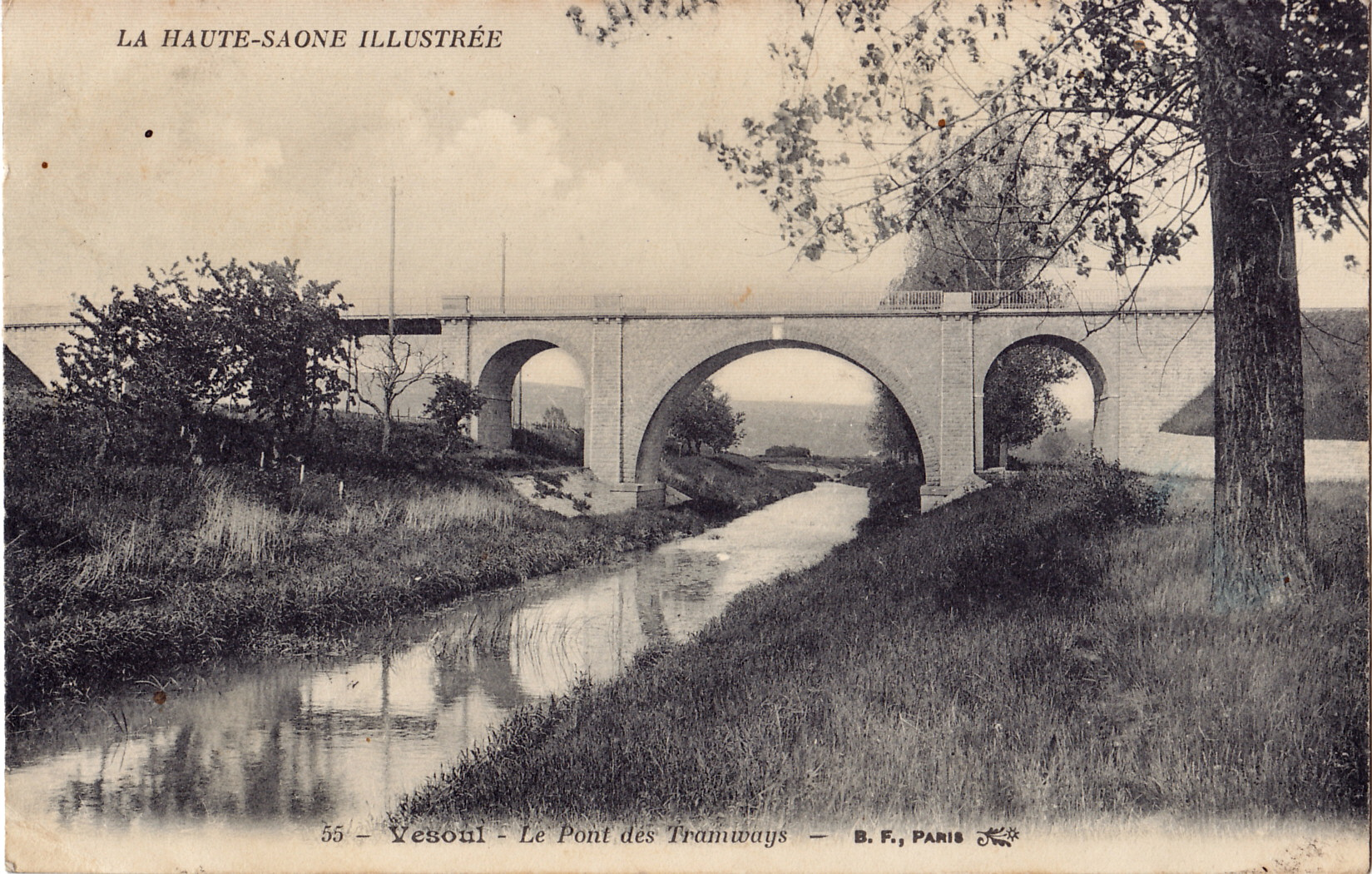
En activité, au début du XXe siècle.
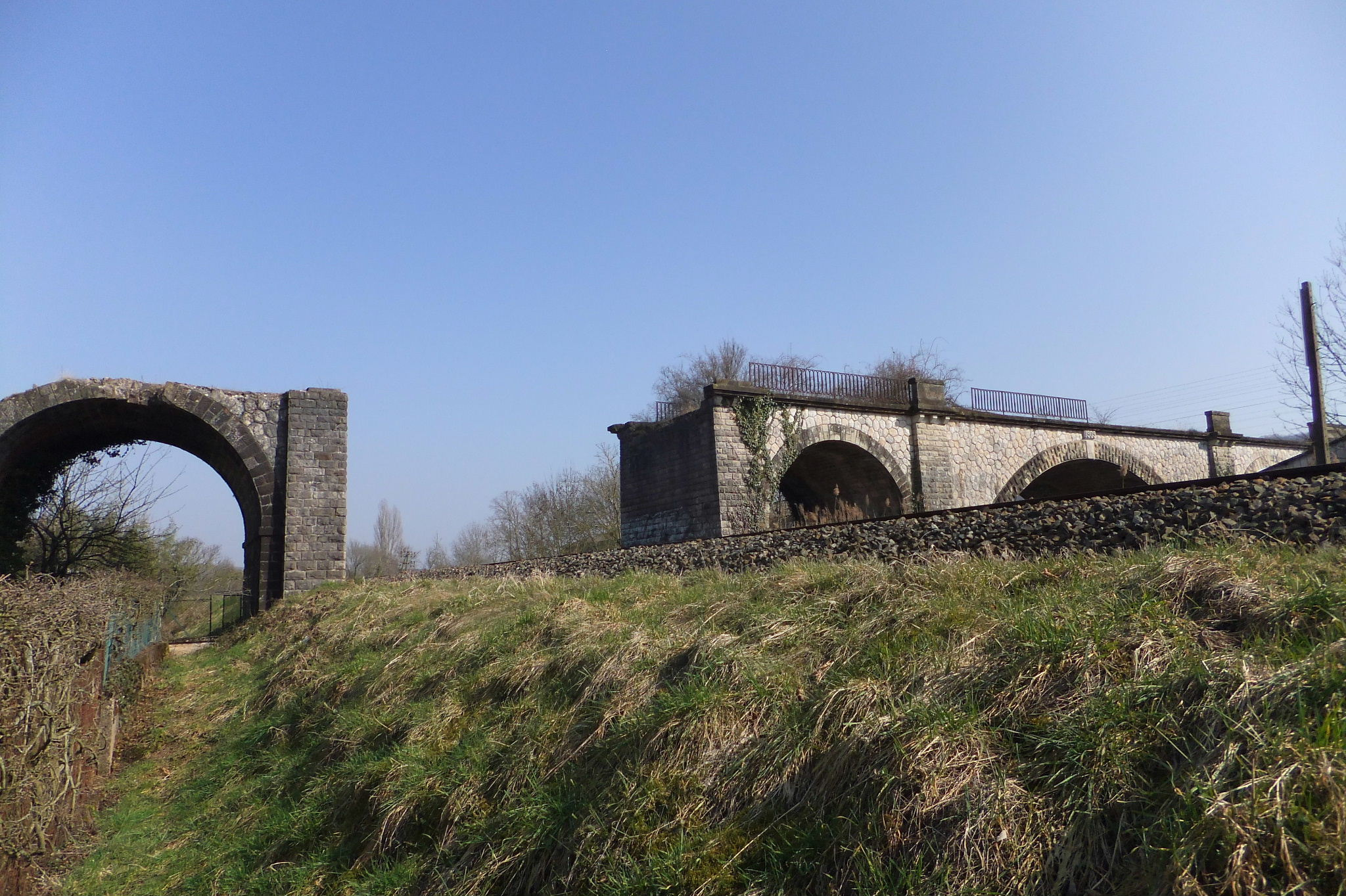
Vue en 2011.
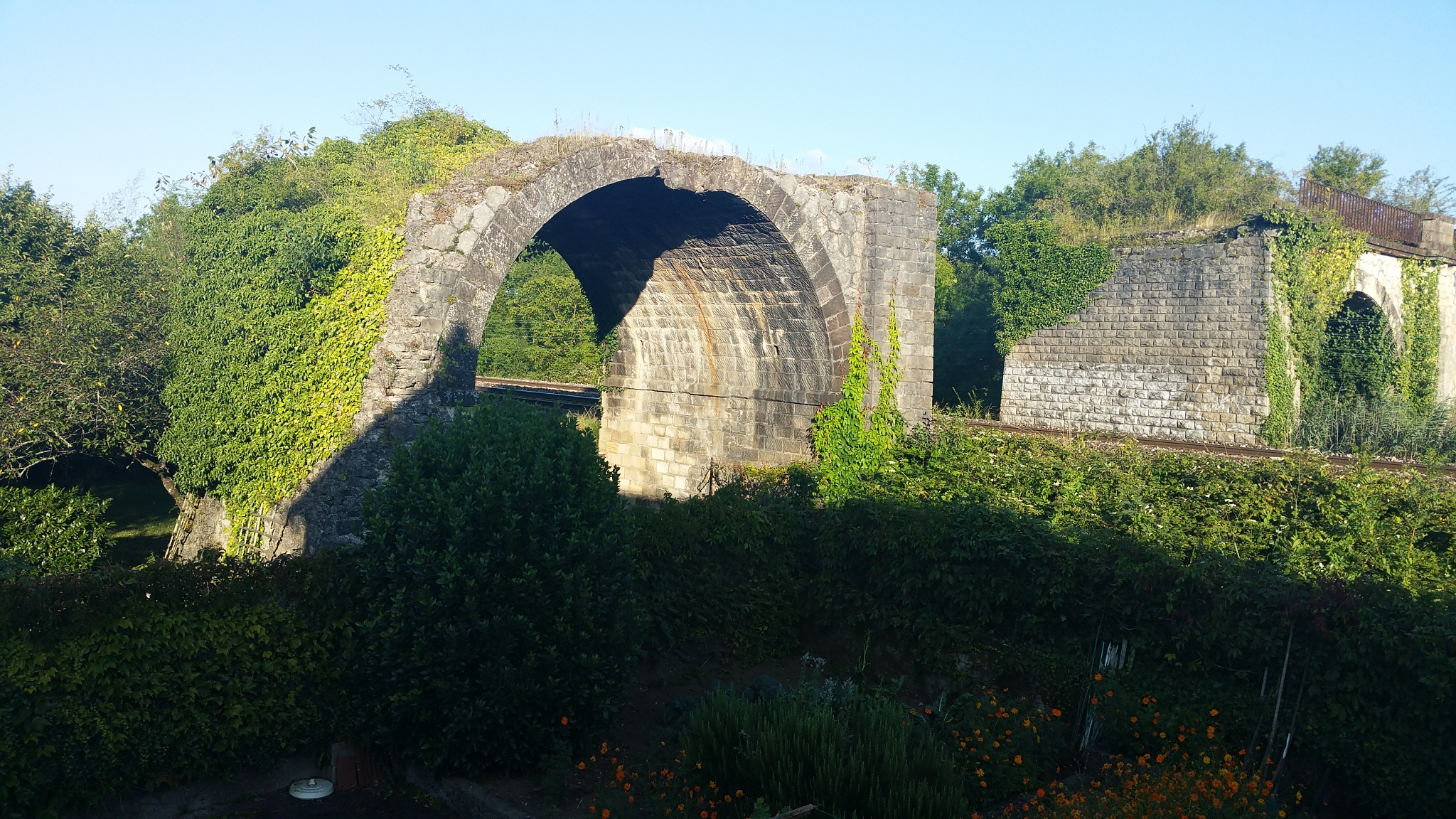
Vue en 2016.
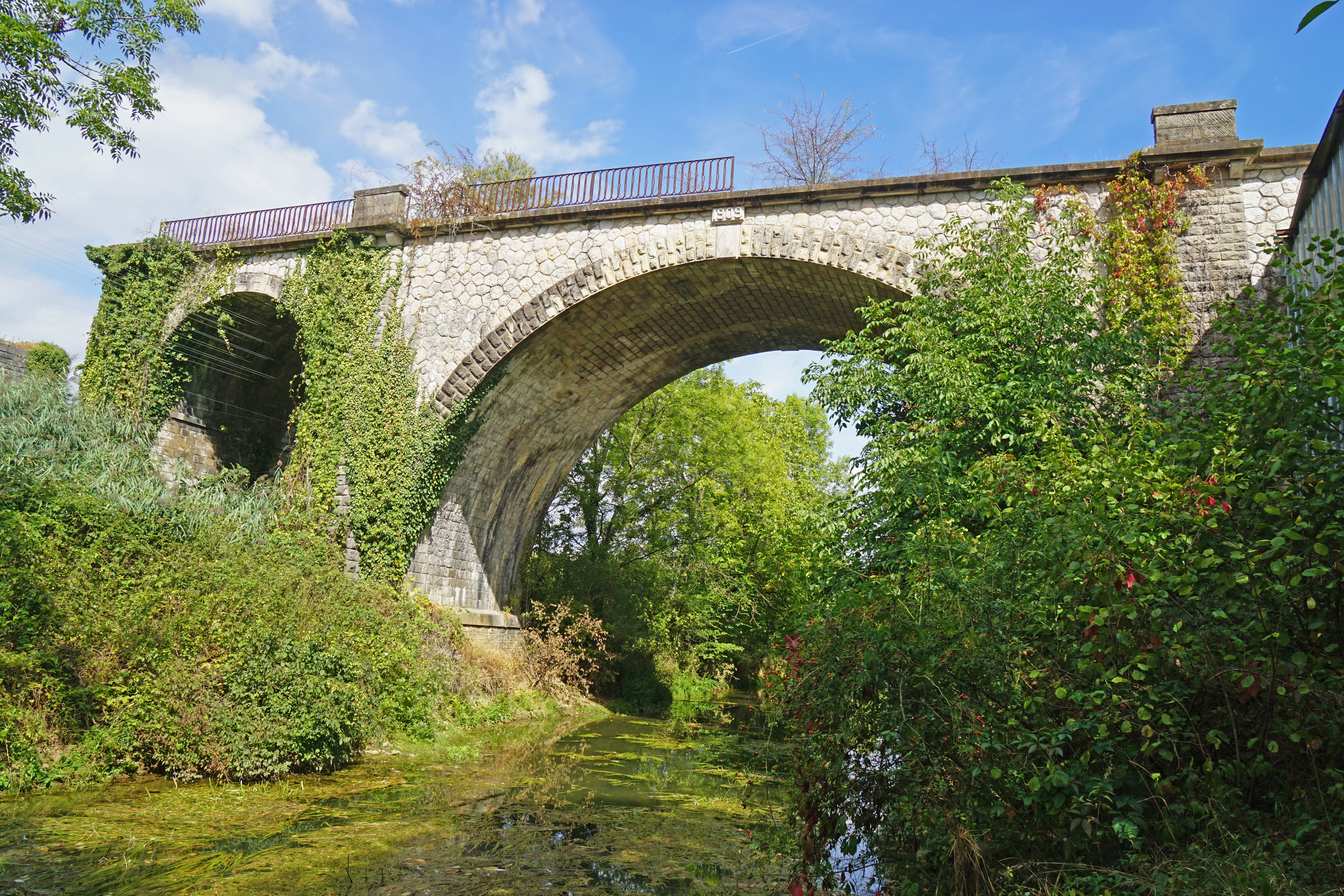
Vue en 2018.